# Симон Фейс
Симон Фейс (на английски: Simone Facey) е ямайска спринтьорка.

## Биография и кариера
Симон Фейс е родена на 7 май 1985 г. Завършва Техническа гимназия в Кларендън, Ямайка.
Първото представяне на Симон е на световното първенство за юноши в Кингстън през 2002 г., където тя печели сребърен медал на 100 метра – 11.43. В сезон 2004, Симон счупва националният младши рекорд на Вероника Кембъл в 200 м с няколко стотни, който е 22.92, и става 22.71. През 2009 г. Симон се класира на трето място на 200 метра на първенството в Ямайка, гарантирайки си място в ямайския отбор за Световното първенство по лека атлетика през 2009.

## Медали

### Световни първенства
- Златен Медал – 2009 Берлин – щафетно бягане 4 х 100
- Сребърен медал – 2007 Осака – щафетно бягане 4 х 100

### Панамерикански игри
- Сребърен медал -2011 Гуадалахара – 200 м
- Бронзов медал – 2015 Торонто – 200 м

### Лични рекорди
- 100 метра – 10,95 (18.05.2008)[1]
- 200 метра – 22:25 (29.06.2008)[2]